# Suzhou IFS
Suzhou International Financial Square (chinês simplificado: 苏州国际金融中心) é um arranha-céu de 452 metros no Parque Industrial de Suzhou, Jiangsu, localizado a leste do Lago Jinji, na China. É um edifício multiuso que inclui apartamentos, hotéis e escritórios.